# Ellesø
Ellesø er en ca. 7 hektar sø der ligger ligger mellem Thorsø og Borre Sø i det østlige Virklund, syd for Silkeborg. Øst for søen ligger Østerskov og mod sydøst Gravmose. Nord for ligger gården Østerlund.
Ellesø er lavvandet og har et næsten uopdyrket opland.
Frem til 1930 forekom der vandplanter i søen, de er nu forsvundet på grund af næringsstofberigelse af søen, som allerede i 1962 havde en dårlig vandkvalitet.
På grund af et nærliggende fritidscenter og store åbne arealer har området omkring Ellesø en stor rekreativ og landskabelig værdi. Desuden er en del af oplandet udpeget som følsomt for intensiv landbrugsdrift, dvs. et såkaldt SFL-område (særligt følsomt landbrugsområde).
Som en række andre mindre søer i området er Ellesø oprindelig dannet i et dødishul.

## Søens tilløb og afløb
Ellesø har ingen overfladiske tilløb, men et afløb, som via Gravbæk ledes til Borre Sø.

## Navnet "Ellesø"
Navnet "Jeldsøe" optræder første gang i Markbogen fra 1683. Men på Videnskabernes Selskabs kort fra 1781 er det blevet til "Elsøe" og på et matrikelkort fra 1793 til "Ell Søe".
Forleddet skal forstås som "Elle", dvs. bevoksning af el.

## Eksterne kilder og henvisninger
- Artiklen er tilpasset efter artiklen Arkiveret 8. april 2017 hos  Wayback Machine på WikiSilkeborg Arkiveret 11. februar 2014 hos  Wayback Machine (historik Arkiveret 8. april 2017 hos  Wayback Machine CC BY-SA 3.0 Arkiveret 22. februar 2011 hos  Wayback Machine).